# 문화예술
문화예술(文化藝術)은 문화와 예술을 융합한 복합어이다. 문화라고만 하기에는 범위가 너무 넓고, 예술이라고 하기에는 범위가 너무 좁기 때문에 문화와 예술을 융합하여 예술 활동이 있는 문화를 나타내는 것이다. 문화예술은 문학예술, 영상예술, 공연예술, 전통예술, 음악예술 등 예술 및 문화 활동, 모두를 포함하는 것을 말한다.